# STREET ROCK'N ROLLER
『STREET ROCK'N ROLLER』（ストリート・ロックン・ローラー）は、44MAGNUMの2枚目のオリジナル・アルバム。

## 概要
44MAGNUMのセカンドアルバム。
2002年8月21日には、再結成を記念し、リマスタリングとボーナス・トラックを追加し、紙ジャケット仕様で再発売した。
2012年3月21日には、結成35周年を記念してSHM-CD仕様で再発売した。
セルフ・プロデュースによって、バラードからキャッチーな楽曲といった幅広い音楽性を披露しているのが本作の特徴である。

## 収録曲
（全作詞：梅原“PAUL”達也、全作曲（特記以外）：広瀬“JIMMY”さとし）
1. STREET ROCK'N ROLLER
2. LOCK OUT
3. LOVING YOU
4. NIGHTMARE
5. IT'S TOO BAD
6. FRIDAY NIGHT
7. TOO LATE TO HIDE
8. I JUST CAN'T TAKE ANYMORE
  - 作曲：吉川“BAN”裕規
9. VICTORY OATH
10. YOU ARE EVERYTHING TO ME
11. I GIVE YOU MY LOVE※再発売盤のみ収録のボーナス・トラック。

## 参加メンバー
- 梅原“PAUL”達也：ボーカル
- 吉川“BAN”裕規：ベース
- 広瀬“JIMMY”さとし：ギター
- 宮脇“JOE”知史：ドラムス